# Lista episoadelor din Anatomia lui Grey
Prezenta este o listă a episoadelor dramei medicale Grey's Anatomy a postului american ABC.
În Statele Unite ale Americii, serialul și-a început difuzarea pe data de 27 martie 2005, începându-și rularea în România pe TVR1 pe 2 ianuarie 2007. Inițial un înlocuitor al hit-ului Boston Legal, Grey's Anatomy se bucură de succese întâlnite doar în anii '90 la ABC, împărțind programul din prime-time-ul de duminică seară cu Desperate Housewives.
După ce doar 9 episoade și-au făcut loc în primul sezon al serialului, GA a revenit după 3 luni, în toamna anului 2005 cu un nou sezon de 27 de episoade, 5 dintre care fuseseră filmate pentru primul sezon. Sezonul 8 își difuzează în prezent episoadele în Statele Unite ale Americii, TVR încheiând cel de-al șaselea sezon. Sezonul 3 al serialului a servit, de asemenea, ca o introducere în spin-off-ul Private Practice, care continuă viața lui Addison Forbes Montgomery după părăsirea Seattle Grace Hospital.
Majoritatea episodelor sunt denumite după cântece celebre care își fac loc pe coloana sonoră a respectivului episod.

## Sumar
| Sezon | Sezon | Episoade | Difuzare originală | Difuzare originală | Difuzare în România | Difuzare în România |
| Sezon | Sezon | Episoade | Premieră           | Final              | Premieră            | Final               |
| ----- | ----- | -------- | ------------------ | ------------------ | ------------------- | ------------------- |
|       | 1     | 9        | 27 martie 2005     | 22 mai 2005        | 2 ianuarie 2007     | 27 februarie 2007   |
|       | 2     | 27       | 25 septembrie 2005 | 15 mai 2006        | 6 martie 2007       | 4 septembrie 2007   |
|       | 3     | 25       | 21 septembrie 2006 | 17 mai 2007        | 29 ianuarie 2008    | 5 august 2008       |
|       | 4     | 17       | 27 septembrie 2007 | 22 mai 2008        | 21 octombrie 2008   | 3 februarie 2009    |
|       | 5     | 24       | 25 septembrie 2008 | 14 mai 2009        | 1 septembrie 2009   | 2 februarie 2010    |
|       | 6     | 24       | 24 septembrie 2009 | 20 mai 2010        | 5 octombrie 2010    | 15 martie 2011      |

## Sezonul 1: 2005
Primul sezon din "Anatomia lui Grey" își face loc, printre cele 8 sezoane actuale, drept singurul "midseason replacement" - un sezon care ocupă locul lăsat liber de un alt serial, însă la jumătatea anului de difuzare. Conținând numai 9 episoade din cele 14 intenționate, primul sezon ne introduce lui Meredith Grey, un nou stagiar chirurgical la Seattle Grace Hospital, și raportul dintre viața ei profesională și viața ei personală, amândouă legate prin prezența irezistibilului neurochirurg, Derek Shepherd.
| Nr. în serial | Nr. în sezon | Titlu                              | Regizat de         | Scris de                                 | Data difuzării  | Data difuzării în România |
| ------------- | ------------ | ---------------------------------- | ------------------ | ---------------------------------------- | --------------- | ------------------------- |
| 1             | 1            | „A Hard Day's Night”               | Peter Horton       | Shonda Rhimes                            | 27 martie 2005  | 2 ianuarie 2007           |
| 2             | 2            | „The First Cut Is the Deepest”     | Peter Horton       | Shonda Rhimes                            | 3 aprilie 2005  | 9 ianuarie 2007           |
| 3             | 3            | „Winning a Battle, Losing the War” | Tony Goldwyn       | Shonda Rhimes                            | 10 aprilie 2005 | 16 ianuarie 2007          |
| 4             | 4            | „No Man's Land”                    | Adam Davidson      | James D. Parriott                        | 17 aprilie 2005 | 23 ianuarie 2007          |
| 5             | 5            | „Shake Your Groove Thing”          | John David Coles   | Ann Lewis Hamilton                       | 24 aprilie 2005 | 30 ianuarie 2007          |
| 6             | 6            | „If Tomorrow Never Comes”          | Scott Brazil       | Krista Vernoff                           | 1 mai 2005      | 6 februarie 2007          |
| 7             | 7            | „The Self-Destruct Button”         | Darnell Martin     | Kip Koenig                               | 8 mai 2005      | 13 februarie 2007         |
| 8             | 8            | „Save Me”                          | Sarah Pia Anderson | Mimi Schmir                              | 15 mai 2005     | 20 februarie 2007         |
| 9             | 9            | „Who's Zoomin' Who?”               | Wendey Stanzler    | Gabrielle Stanton și Harry Werksman, Jr. | 22 mai 2005     | 27 februarie 2007         |

## Sezonul 2: 2005-2006
Secundul sezon al serialului se bucură de o adiție de 5 episoade la cele 22 inițiale, preluate din primul sezon. Episodul 5 al sezonului, "Bring the Pain", era intenționat drept episodul 14 al primului sezon. Firul narațiunii se concentrează asupra unei noi imagini în peisaj - un element din trecutul lui Derek, care dezechilibrează relația acestuia cu Meredith. De asemena, Meredith intră într-un "dreptunghi amoros" cu Derek, stagiarul George O'Malley și veterinarul Finn Dandridge.
| Nr. în serial | Nr. în sezon | Titlu                                           | Regizat de          | Scris de                                 | Data difuzării      | Data difuzării în România |
| ------------- | ------------ | ----------------------------------------------- | ------------------- | ---------------------------------------- | ------------------- | ------------------------- |
| 10            | 1            | „Raindrops Keep Falling On My Head”             | Peter Horton        | Stacy McKee                              | 25 septembrie 2005  | 6 martie 2007             |
| 11            | 2            | „Enough is Enough”                              | Peter Horton        | James D. Parriott                        | 2 octombrie 2005    | 13 martie 2007            |
| 12            | 3            | „Make Me Lose Control”                          | Adam Davidson       | Krista Vernoff                           | 9 octombrie 2005    | 20 martie 2007            |
| 13            | 4            | „Deny, Deny, Deny”                              | Wendey Stanzler     | Zoanne Clack                             | 16 octombrie 2005 . | 27 martie 2007            |
| 14            | 5            | „Bring the Pain”                                | Mark Tinker         | Shonda Rhimes                            | 23 octombrie 2005   | 3 aprilie 2007            |
| 15            | 6            | „Into You Like a Train”                         | Jeff Melman         | Krista Vernoff                           | 30 octombrie 2005   | 10 aprilie 2007           |
| 16            | 7            | „Something to Talk About”                       | Adam Davidson       | Stacy McKee                              | 6 noiembrie 2005    | 17 aprilie 2007           |
| 17            | 8            | „Let It Be”                                     | Lesli Linka Glatter | Mimi Schmir                              | 13 noiembrie 2005   | 24 aprilie 2007           |
| 18            | 9            | „Thanks for the Memories”                       | Michael Dinner      | Shonda Rhimes                            | 20 noiembrie 2005   | 1 mai 2007                |
| 19            | 10           | „Much too Much”                                 | Wendey Stanzler     | Gabrielle Stanton și Harry Werksman, Jr. | 27 noiembrie 2005   | 8 mai 2007                |
| 20            | 11           | „Owner of a Lonely Heart”                       | Dan Minahan         | Mark Wilding                             | 4 decembrie 2005    | 15 mai 2007               |
| 21            | 12           | „Grandma Got Run Over By a Reindeer”            | Peter Horton        | Krista Vernoff                           | 11 decembrie 2005   | 22 mai 2007               |
| 22            | 13           | „Begin the Begin”                               | Jessica Yu          | Kip Koenig                               | 15 ianuarie 2006    | 29 mai 2007               |
| 23            | 14           | „Tell Me Sweet Little Lies”                     | Adam Davidson       | Tony Phelan și Joan Rater                | 22 ianuarie 2006    | 5 iunie 2007              |
| 24            | 15           | „Break on Through”                              | David Paymer        | Zoanne Clack                             | 29 ianuarie 2006    | 12 iunie 2007             |
| 25            | 16           | „It's the End of the World” (Partea 1)          | Peter Horton        | Shonda Rhimes                            | 5 februarie 2006    | 19 iunie 2007             |
| 26            | 17           | „As We Know It” (Partea 2)                      | Peter Horton        | Shonda Rhimes                            | 12 februarie 2006   | 26 iunie 2007             |
| 27            | 18           | „Yesterday”                                     | Rob Corn            | Krista Vernoff și Mimi Schmir            | 19 februarie 2006   | 3 iulie 2007              |
| 28            | 19           | „What Have I Done to Deserve This?”             | Wendey Stanzler     | Stacy McKee                              | 26 februarie 2006   | 10 iulie 2007             |
| 29            | 20           | „Band-Aid Covers the Bullet Hole”               | Julie Anne Robinson | Gabrielle Stanton & Harry Werksman, Jr.  | 12 martie 2006      | 17 iulie 2007             |
| 30            | 21           | „Superstition”                                  | Tricia Brock        | James D. Parriott                        | ianuarie 2007       |                           |
| 31            | 22           | „The Name of the Game”                          | Seith Mann          | Blythe Robe                              | 2 aprilie 2006      | 31 iulie 2007             |
| 32            | 23           | „Blues for Sister Someone”                      | Jeff Melman         | Elizabeth Klaviter                       | 30 aprilie 2006     | 7 august 2007             |
| 33            | 24           | „Damage Case”                                   | Tony Goldwyn        | Mimi Schmir                              | 7 mai 2006          | 14 august 2007            |
| 34            | 25           | „17 Seconds”                                    | Dan Minahan         | Mark Wilding                             | 14 mai 2006         | 21 august 2007            |
| 35            | 26           | „Deterioration of the Fight or Flight Response” | Rob Corn            | Tony Phelan & Joan Rater                 | 15 mai 2006         | 28 august 2007            |
| 36            | 27           | „Losing My Religion”                            | Mark Tinker         | Shonda Rhimes                            | 15 mai 2006         | 4 septembrie 2007         |

Există în prezent 17 sezoane (2021) și încă se continuă filmările urmăritului serial. 